# سلطان بن نصيب
سلطان بن نصيب ، لاعب كرة قدم سعودي سابق.
ولد في الرياض عام 1379ه، وقد عاش فترة طفولته في الدلم التابعة لمحافظة الخرج، وانتقل مع والده إلى الرياض عندما بلغ العاشرة. سجله الشيخ عبد الرحمن بن سعيد في نادي الهلال.
تخرج من المعهد الرياضي للتربية ولعب مع نادي الهلال السعودي، واستمر لاعباً في الهلال حتى عام 1403هـ، وسجل للهلال 124 هدفا كان أولها في مباراة ودية أمام الشباب في 2-8-1388هـ وقد شارك لأول مرة مع الفريق الأول ضد الإسماعيلي المصري في 22-6-1392هـ.
ساهَم مع لاعبي الهلال في الفوز ببطولتي الدوري الممتاز 1397 و 1399 وبطولتي كأس الملك عام 1400 و 1402هـ، وقد لعب مع المنتخب السعودي لكرة القدم.

## كأس الخليج

### كأس الخليج 1976
و قد سجل هدف في مرمى منتخب البحرين لكرة القدم.

### كأس الخليج 1979
و قد سجل هدف في مرمى منتخب الإمارات لكرة القدم.
وشارك ابنه النجم نواف بن نصيب حيث لعب 10 مباريات مع شباب الهلال  وسجل 5 اهداف